# Rhabdolaimus terrestris
Rhabdolaimus terrestris är en rundmaskart. Rhabdolaimus terrestris ingår i släktet Rhabdolaimus och familjen Rhabdolaimidae. Arten är reproducerande i Sverige. Inga underarter finns listade i Catalogue of Life.